# 조도 (부산)
조도 또는 아치섬은 한국해양대학교가 있는 섬이다.
영도구와 붙어있으며 갈을 따라가다 보면 바로 한국해양대학교를 볼 수 있다.

## 지리
아래를 참고하여라.

### 지질
대학교 건물과 많은 건물이 있으며 동쪽으로 큰 언덕이 있다.

### 구성
글쓴이인 나의 개인적인 표현이지만 한국해양대학교를 위한 섬이라고 해도 과언이 아니다.